# Paul Puaux
Pour les articles homonymes, voir Puaux.
 (octobre 2021).
Paul Puaux, né le 25 août 1920 à La Voulte-sur-Rhône (Ardèche) et mort le 27 décembre 1998 à Avignon, est directeur du Festival d'Avignon de 1971 à 1979.

## Biographie

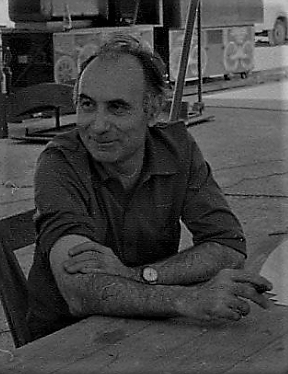
Paul Puaux en 1975.

Instituteur de formation, militant communiste, il fut un résistant pendant la Seconde Guerre Mondiale, engagé dans les FFI. Ensuite il joua un rôle important aux Éclaireurs de France.
Paul Puaux rencontre Jean Vilar en 1947 à l’occasion de la première Semaine d’art dramatique d’Avignon, devint son fidèle ami et le considérait comme son maître. Il s'en fit d'ailleurs le fidèle mémorialiste et poursuivit son œuvre en consacrant sa vie au théâtre populaire, comme on l'appelait alors.[réf. nécessaire]
À partir de 1963, Jean Vilar l’associe à sa réflexion sur l’évolution du Festival d’Avignon et en fait son "administrateur permanent" en 1966. 
En 1971, à la mort de Jean Vilar il continuera d’assumer la responsabilité du Festival.
En 1979, il décide de mettre fin, après trente trois ans, à l’aventure d’une équipe. La même année, il ouvre avec l’Association Jean-Vilar et en collaboration avec le département des Arts du spectacle de la Bibliothèque nationale, la Maison Jean-Vilar où ont été rassemblées les collections concernant la vie et l’œuvre de Jean Vilar. En 1982, avec Melly Puaux, il fonde au sein de l'Association Jean Vilar, Les Cahiers de la Maison Jean Vilar devenus Cahiers Jean Vilar en 2011.
En tant que communiste, il fut secrétaire de section à Avignon puis trésorier de la Fédération de Vaucluse et se présenta deux fois aux élections législatives, en 1958 et 1962 sans être élu.
Dans le spectacle de Philippe Caubère « La Mort d'Avignon » (2007), il est représenté sous le nom de Paul Pipe.

## Publications
- Melly Puaux, Paul Puaux et Claude Mossé, L’aventure du théâtre populaire, d’Epidaure à Avignon, Éditions du Rocher, Paris, 1997.

## Distinctions
- Prix du Syndicat de la critique 1983 : Prix du meilleur livre sur le théâtre pour Avignon en festivals ou les Utopies nécessaires